# Manuel Perovic
Manuel Perovic (1973) is een Zwitserse componist en arrangeur in de jazz.

## Biografie
Perovci studeerde vanaf 1993 aan het conservatorium in Winterthur (performance en theorie). Van 1996 tot 1999 zette hij zijn studie voort aan Berklee College of Music in Boston (bij Greg Hopkins en Phil Wilson, Bachelor of Music in Jazz Composition). In 2000 kreeg hij een voor het Henri Mancini Institute of Music in Los Angeles, waar hij compositie studeerde bij Jack Smalley, Manny Albam en Hans Zimmer). Vervolgens studeerde hij aan de Zürcher Hochschule der Künste klassieke composition (bij Thomas David Müller en Daniel Glaus).
In 1999 en 2000 werden arrangementen van Perovic gebruikt op de jaarlijks verschijnende Best of Berklee Studio Production Projekts-cd. Naast arrangementen voor bigbands (bijvoorbeeld voor Marc Secara en diens Berlin Jazz Orchestra, het Jürg Wickihalder Orchestra en Streule Jazz Orchestra was hij actief als componist voor reclames, korte films en andere projecten. Verder geeft hij sinds 2002 o.m. muziektheorie aan het conservatorium in Zürich en de Zürcher Hochschule der Künste.

## Prijzen en onderscheidingen
Perovic won de eerste prijs bij de USA Songwriting Competition 2000, een jaar later was hij finalist in de categorieën Instrumental en Jazz.

## Discografie (selectie)
- Jürg Wickihalder Orchestra met Tim Krohn en Manuel Perovic Narziss und Goldmund (Intakt Records 2012, met Damian Zangger, Bernard Bamert, Florian Egli, Michael Jaeger, Chris Wiesendanger, Mia Lindblom, Frantz Loriot, Seth Woods, Daniel Studer)[2])
- Frantz Loriot, Manuel Perovic, Notebook Large Ensemble Urban Furrow (Clean Feed Records 2015, met Joachim Badenhorst, Sandra Weiss, Matthias Spillmann, Silvio Cadotsch, Dave Gisler, Deborah Walker, Silvan Jeger, Yuko Oshima)